# Al Iafrate
Albert Anthony "Al" Iafrate (Dearborn, Michigan, 1966. május 21. –) amerikai profi jégkorongozó.

## Karrier
Komolyabb junior karrierjét az Ontario Hockey League-es Belleville Bullsban kezdte 1983–1984-ben. Az 1984-es NHL-drafton a Toronto Maple Leafs választotta ki az első kör negyedik helyén. Részt vett az 1984-es téli olimpián. 1984–1991 között a Torontoban játszott. Legjobb idényében 63 pontot szerzett. 1991–1994 között a Washington Capitals játékosa volt. Ebben a csapatban játszotta legjobb szezonját: 25 gól 66 pont. 1994-ben 12 mérkőzésre a Boston Bruinsba került. Két év szünet után visszatért a San Jose Sharksba két idényre. 1998. szeptember 1-jén 32 évesen hivatalosan is visszavonult. Karrierjét sok sérülés tépázta meg.

## Nemzetközi szereplés
1983–1984-ben 55 mérkőzésen játszott az amerikai válogatottban és részt vett az 1984-es téli olimpián. A válogatott a hetedik helyet szerezte meg. Legközelebb csak 1998-ban vett részt nagy világeseményen. Ekkor a világbajnokságra hívták meg, ahol a csapat a 12. lett.

## Karrier statisztika
| 1983–1984       | Belleville Bulls    | OHL             | 10  | 2   | 4   | 6   | 2    | 3  | 0  | 1  | 1  | 5  |
| 1984–1985       | Toronto Maple Leafs | NHL             | 68  | 5   | 16  | 21  | 51   | —  | —  | —  | —  | —  |
| 1985–1986       | Toronto Maple Leafs | NHL             | 65  | 8   | 25  | 33  | 40   | 10 | 0  | 3  | 3  | 4  |
| 1986–1987       | Toronto Maple Leafs | NHL             | 80  | 9   | 21  | 30  | 55   | 13 | 1  | 3  | 4  | 11 |
| 1987–1988       | Toronto Maple Leafs | NHL             | 77  | 22  | 30  | 52  | 80   | 6  | 3  | 4  | 7  | 6  |
| 1988–1989       | Toronto Maple Leafs | NHL             | 65  | 13  | 20  | 33  | 72   | —  | —  | —  | —  | —  |
| 1989–1990       | Toronto Maple Leafs | NHL             | 75  | 21  | 42  | 63  | 135  | —  | —  | —  | —  | —  |
| 1990–1991       | Toronto Maple Leafs | NHL             | 42  | 3   | 15  | 18  | 113  | —  | —  | —  | —  | —  |
| 1990–1991       | Washington Capitals | NHL             | 30  | 6   | 8   | 14  | 124  | 10 | 1  | 3  | 4  | 22 |
| 1991–1992       | Washington Capitals | NHL             | 78  | 17  | 34  | 51  | 180  | 7  | 4  | 2  | 6  | 14 |
| 1992–1993       | Washington Capitals | NHL             | 81  | 25  | 41  | 66  | 169  | 6  | 6  | 0  | 6  | 4  |
| 1993–1994       | Washington Capitals | NHL             | 67  | 10  | 35  | 45  | 143  | —  | —  | —  | —  | —  |
| 1993–1994       | Boston Bruins       | NHL             | 12  | 5   | 8   | 13  | 20   | 13 | 3  | 1  | 4  | 6  |
| 1996–1997       | San Jose Sharks     | NHL             | 38  | 6   | 9   | 15  | 91   | —  | —  | —  | —  | —  |
| 1997–1998       | San Jose Sharks     | NHL             | 21  | 2   | 7   | 9   | 28   | 6  | 1  | 0  | 1  | 10 |
| NHL összesített | NHL összesített     | NHL összesített | 799 | 152 | 311 | 463 | 1301 | 71 | 19 | 16 | 35 | 77 |

## Nemzetközi statisztika
| Év                  | Csapat              | Esemény             | Eredmény            |    | MSz | G | A | P | B |
| ------------------- | ------------------- | ------------------- | ------------------- | -- | --- | - | - | - | - |
| 1984                | USA                 | Olimpia             | 7. hely             | 6  | 0   | 0 | 0 | 2 |   |
| 1998                | USA                 | Világbajnokság      | 12. hely            | 4  | 0   | 2 | 2 | 6 |   |
| Felnőtt összesített | Felnőtt összesített | Felnőtt összesített | Felnőtt összesített | 10 | 0   | 2 | 2 | 8 |   |

## Rekordjai

### NHL Rekordok
- Legerősebb lövés az All-Star Gálán: 1993 (105.2 mph), (Ez a rekord 2009-ben megdölt)
- Legtöbb gól egy védőtől egy rájátszás mérkőzésen: 3 (1993. április 26. sokad magával tartja ezt a rekordot)

### Torontoi rekordok
- Legtöbb gól egy védőtől egy szezonban: 22 (megosztva tartja)

### Washingtoni rekordok
- Legtöbb gól egy védőtől egy rájátszás mérkőzésen: 3 (1993. április 26.)

## Díjai
- NHL Második All-Star Csapat: 1993
- NHL All-Star Gála: 1988, 1990, 1993, 1994
- NHL Legerősebb Lövés Verseny az All-Star Gálán: 1990 (96.0 mph), 1993 (105.2 mph), 1994 (102.7)